# 籃球之星
《籃球之星》為平山讓根據真實事件所寫的小説，另外本作有被改編成日本漫畫作品以及電視劇。

## 概要
在2004年10月由NHK出版所發行的運動類真實故事小說。從1990年代的中期，隨著母企業本身的業績不振而進行公司瘦身。企業的運動部也因此被廢除。而主角所屬的籃球隊因為被解散，於是和其他同樣失去舞台的選手一樣進入了愛信這隻弱小的隊伍並且以成為日本第一為目標。
本作由草花里樹漫畫化以及改編成由岸谷五朗主演的電視劇。

## 故事大綱
身為JBL日本籃球聯盟強豪的五十鈴汽車Giga Spirits籃球隊，由於母企業五十鈴汽車的業績不振遭到解散。而球隊裡面被叫作「籃球先生」的佐古賢一是一名得過三次MVP的明星選手。但已經是高齡選手的他卻因此苦於無法被其他球隊所聘用。
回溯過去、鈴木貴美一被當時還是JBL次級的愛信海馬籃球隊招聘為總教練。由於他的努力提升了那些因為加班而疲累的選手們的幹勁並且讓球隊晉升為一級球隊。但在成為一級球隊後，因為有實力的新人選手們都想要進入大都市的球隊，使得海馬隊在補強球員方面相當辛苦，因此只能錄用那些老將級的選手。其中有住友金屬的佐藤信長、日本鋼管(NKK)的後藤正規、大和證券的外山英明、羅伯特·博世有限公司的艾歷克・麥克阿瑟等人加入球隊。藉由這些補強使得球隊能因此贏得準決賽，不過最後仍無法贏得最後的決賽。於是一通鈴木給佐古的電話，讓佐古決定加入海馬隊。
於新球季入隊後的佐古雖然曾一度不習慣愛信那種和五十鈴不同的球隊方針，但後來總算了解如何適應，不過卻另外發生了膝傷問題。然後和愛信一起進入決賽的球隊卻是有著折茂武彦和田臥勇太的前年冠軍豐田汽車。
面對這種強豪球隊，使得愛信的老將選手們疲於應付。於是愛信為了不要讓讓豐田汽車將比賽帶入延長，所以……。

## 書籍情報
- 籃球之星（NHK出版、ISBN 9784140808979）

## 電視劇
為一月的特別電視劇，由NHK綜合台從2008年1月5日的21:00〜22:30(JST)開始播放。為正月的特別節目。收視率7.1%。

### 演出
- 佐山健一:岸谷五朗
- 佐山今日子:高島禮子 - 健一之妻
- 辰巳正治:筧利夫
- 伊藤信玄:柳澤慎吾
- 中村 実:相島一之
- 富田達夫:パパイヤ鈴木
- 木島正明:田中要次
- 太田良介:黄川田將也 -「セントラル」隊的年輕明星選手
- 赤城孝一近藤公園 - 「あおなみ火腿」隊總教練
- Joe·Benton:サムエル・ポップ
- 佐山的女兒:瓜生美咲
- 佐山的兒以:加藤清史朗
- 佐山的哥哥:螢雪次朗
- 阿南敬子
- 能見達也
- 佐藤恒治
- 醫生:小林すすむ
- 松本享子
- 小柳友貴美
- 中山克己
- 専務:清水紘治
- 總教練:渡辺いっけい
- 前島五郎:龍雷太 - 「あおなみ火腿」隊部長

### 工作人員
- 劇本：君塚良一
- 音樂：押尾コータロー
- 製作著作：NHK

## 外部連結
- （日語）